# Boardsport
Een boardsport is een sport waarbij een board of een surfplank wordt gebruikt. De volgende sporten behoren onder andere tot de boardsporten:
- Bodyboarden
- Flyboarden
- Kitesurfen
- Longboardskaten
- Longboardsurfen
- Peddelsurfen
- Skateboarden
- Skimboarden
- Skyboarden
- Snowboarden
- Surfen
- Wakeboarden
- Wakesurfen
- Windskaten
- Windsurfen
- Mountainboarden